# Astra (banda)
Astra é uma banda de rock de San Diego, Califórnia. Seu estilo musical lembra muito os de bandas de rock progressivo e rock psicodélico dos anos 70, que inclui o uso de teclados e longas jams.

## História
Richard Vaughan, Conor Riley, e os irmãos Iain (percussão) e Stuart Sclater formaram a banda Silvershine em meados de 2001 em San Diego. O nome da banda mudou para Astra logo após a saída de Iain Sclater em 2006. Logo, juntaram-se a ela David Hurley e Brian Ellis.
Com esse line-up, a banda lançou seu primeiro álbum intitulado The Weirding em 2009 pela gravadora Rise Above Records.

## Discografia

### Álbuns
- The Weirding (2009)
- The Black Chord (2011)

## Integrantes
- Richard Vaughan – vocais, guitarras, teclado
- Conor Riley – vocais, guitarras, teclado
- Brian Ellis – guitarras, sintetizador moog
- Stuart Sclater – baixo
- David Hurley – bateria, percussão, flauta

## Referencias
1. ↑  Astra no progarchives.com
2. ↑  Astra no last.fm